# 宝生英雄
宝生 英雄（ほうしょう ふさお、1920年2月18日 - 1995年9月14日）とは、シテ方宝生流能楽師。シテ方宝生流十八代宗家。
宝生九郎重英（十七代宗家）の長男。4歳で初舞台「隅田川」子方、11歳で祝言「金札」にて初シテを勤めるなど、流儀の統領となるべく生育、若年より英才の名を受ける。戦時中は軍務にあり、中国を転戦、復員後は、先代を補佐して水道橋能楽堂建設に尽力した。1974年に宗家を継承。当時懸案であった新能楽堂の建設に奔走し、1979年、現在の宝生流能楽堂を完成させた。能楽協会理事、日本能楽会会長を歴任するなど、能楽界のリーダー格として活躍、海外公演にも積極的に取り組み、普及を図った。

## 著書
- 能の型（わんや書店 1982年）

## 謡曲集
- 宝生流謡曲小謡集（キングレコード 1990年）
- 宝生流祝言小謡集（日本コロムビア 1995年）